# Brauna

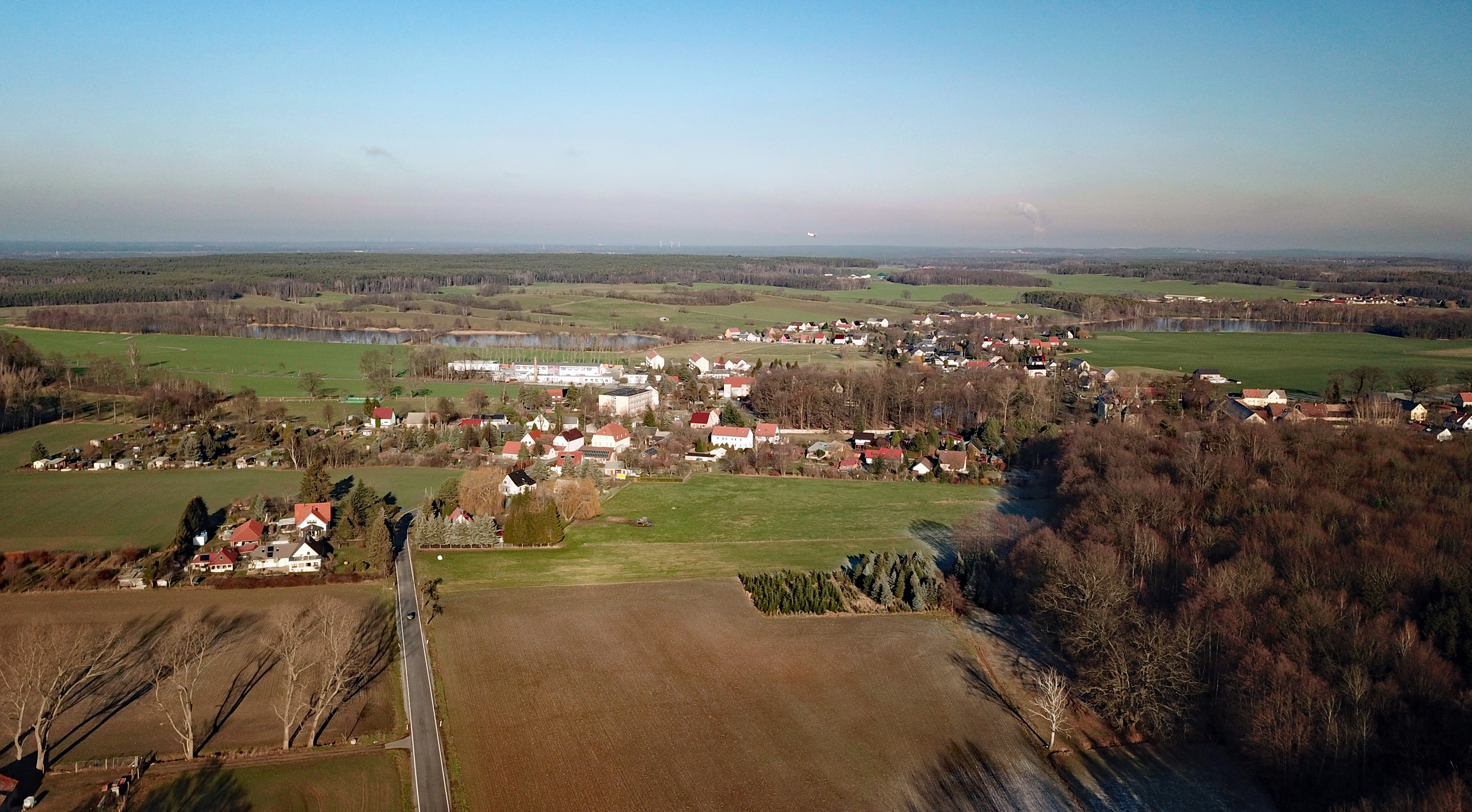
Luftbild

Brauna (obersorbisch Brunow) ist ein Ort in Sachsen, der zur Großen Kreisstadt Kamenz im Landkreis Bautzen gehört.
Brauna liegt etwa 4 Kilometer westlich von Kamenz an der Staatsstraße 100.

## Geschichte

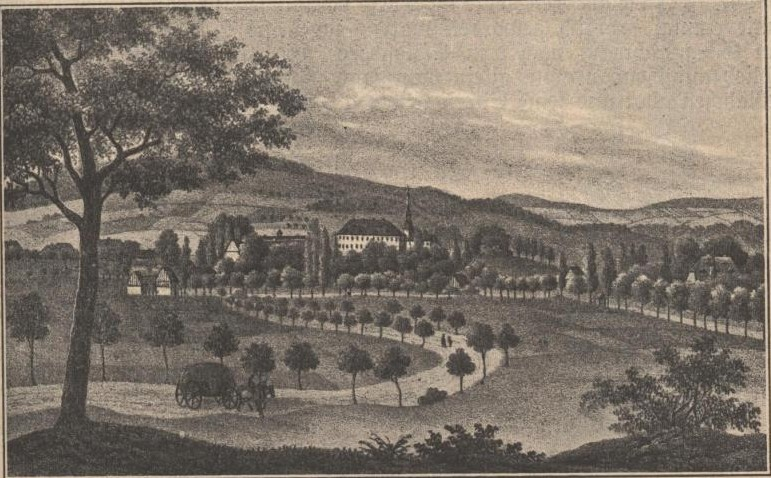
Brauna um 1830

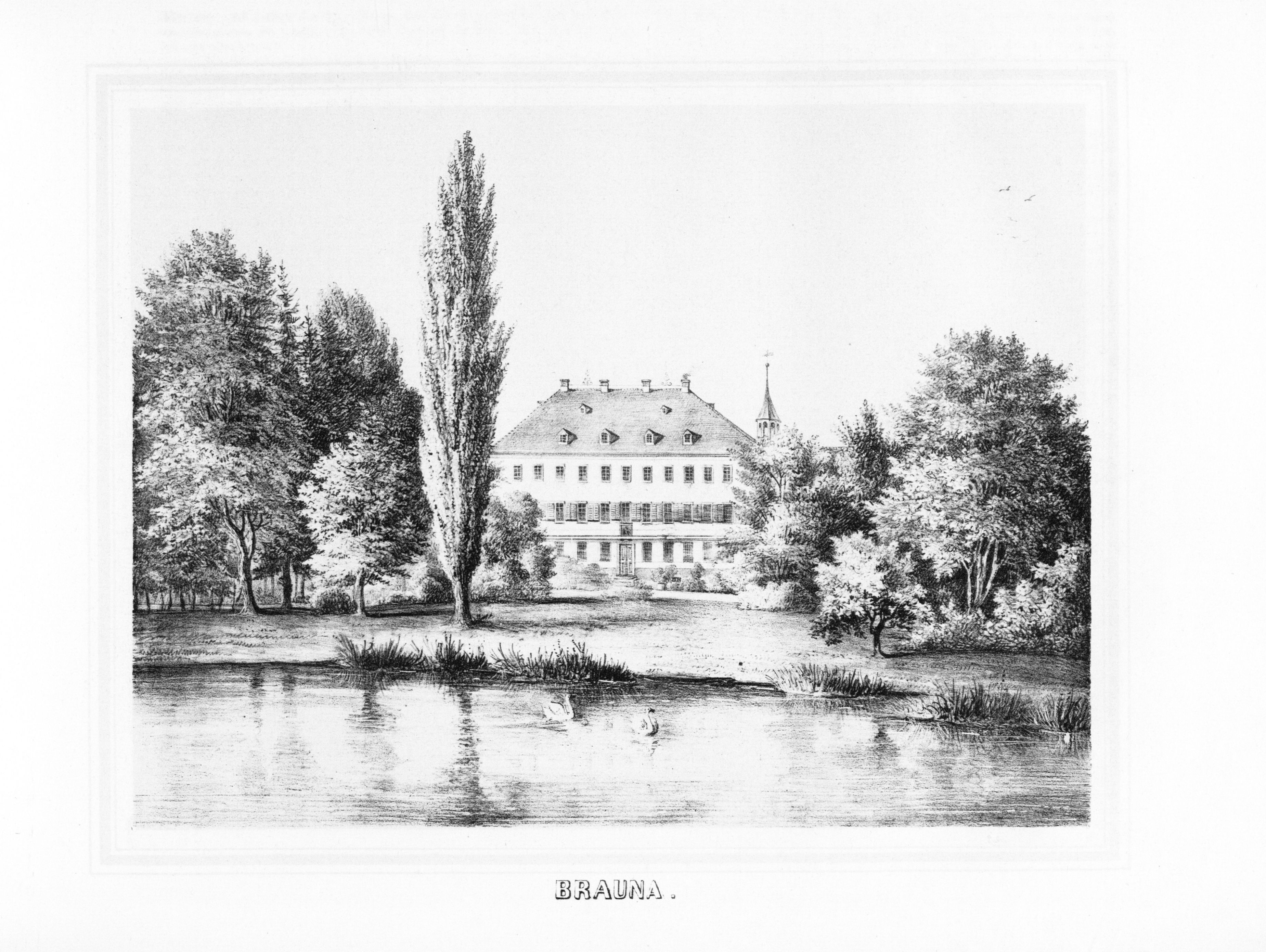
Rittergut Brauna

Brauna wird am 19. Mai 1225 erstmals als Brunowe in einer Urkunde zur Weihe der Kamenzer Pfarrkirche erwähnt. Durch Vasallenbelehnung wird Brauna 1291 ein Herrensitz. 1404 ist Brounaw bereits ein Rittersitz, der 1438 an Ritter Ulrich von Grünrod verlehnt wird.
Nachdem der Ort mehrfach seinen Besitzer wechselte, kauft ihn 1581 Hans Wolf von Schönberg. Er blieb bis zum Jahre 1708 im Besitz der Herren von Schönberg. 1619 erfolgt eine Schulgründung.
Der Dreißigjährige Krieg (1618–1648) hinterlässt seine Spuren auch in Brauna. 1631 wird die Braupfanne der Schlossbrauerei von schwedischen Soldaten mitgenommen und 1642 werden insgesamt 12 wüste Wirtschaften verzeichnet.
Im Großen Nordischen Krieg müssen in den Jahren 1705 und 1706 mehrfach Soldaten einquartiert werden. Durch eine Verfügung muss Brauna zudem zwei Soldaten und weitere Kriegstribute stellen.
Erdmuthe Salome von Schönberg heiratet 1708 den Grafen Johann Casimir d. Älteren von Dallwitz. Von ihrer verwitweten Mutter kauft sie unter anderem Brauna, wodurch die Besitzerlinie von Schönberg in Brauna endet. 1745 verkauft die Gräfin die Güter Brauna mit Rohrbach, Schwosdorf und Häslich für 51.000 Taler an ihren Sohn Johann Casimir d. Jüngeren auf Kohlo, der sie bereits 1747 an Johann Heinrich Reichsgraf Geyer von Geyersberg und Osterburg verkauft.
Im Jahr 1775 wird Brauna von der Standesherrschaft Königsbrück gekauft, wechselt jedoch bereits 1790 als Mitgift der Hochzeit der standesherrschaftlichen Sophie Eleonore Charlotte mit dem Grafen Friedrich Leopold zu Stolberg-Stolberg.
1794 wird eine neue Schule gebaut, die auch von Kindern aus Petershain und Liebenau besucht wird. Im alten Schulgebäude wird ein Hospital untergebracht.
Während Brauna 1745 im Zweiten Schlesischen Krieg nur eine relativ geringe Kriegslast hatte, erweisen sich die Befreiungskriege als verheerend. Vom März bis zum Juni 1813 gibt es in der Region mehrere Truppendurchzüge der russischen, preußischen und französischen Armeen. 1814 wir der Pächter den Kriegsschaden auf 13.818 Taler bilanzieren.
Die inzwischen verwitwete Gräfin Sophie schenkt der Gemeinde 1820 das Schulhaus und das dazugehörige Grundstück. Das Schloss wird bis 1822 umgebaut und 1842 um eine katholische Kapelle erweitert. Als Arnošt Muka den Ort 1884/85 für seine Forschungen besucht, liegt Brauna bereits außerhalb des sorbischen Kerngebiets und von den damals 366 Bewohnern sind nur noch 17 Sorben. Heute wird Sorbisch in Brauna nicht mehr gesprochen.
Am 8. November 1940 starben beim Absturz eines Passagierflugzeugs vom Typ Junkers Ju 90 (siehe Absturz der Ju-90 „Brandenburg“ 1940) in Ortsnähe alle Insassen, darunter auch der Journalist Adolf Raskin.
Ende April 1945 flüchten die meisten Einwohner vor der herannahenden Ostfront. Hatte der Ort nach dem Ersten Weltkrieg 11 Kriegstote zu beklagen, so sind es nach dem Zweiten Weltkrieg 26.
Der Bodenreform und Neuvergabe ehemals herrschaftlichen Grundbesitzes in den Jahren 1945 und 1946 folgt am 4. August 1952 die Gründung der ersten Landwirtschaftlichen Produktionsgenossenschaft (LPG) im Kreis Kamenz.
1955 wird der mehrjährige Aufbau des örtlichen Wasserleitungsnetzes begonnen.

### Bevölkerungsentwicklung
| Jahr       | Einwohner |
| ---------- | --------- |
| 1834       | 263       |
| 1871       | 263       |
| 1890       | 303       |
| 1925       | 366       |
| 01.12.1945 | 391       |
| 1955       | 533       |
| 1956       | 517       |

### Eingemeindungen
Die Gemeinde Brauna bestand aus fünf Gemeindeteilen. Am 7. Mai 1839 wurde das kleine Dorf Rohrbach eingemeindet, das durch seine Zerstörung im Dreißigjährigen Krieg zum Eingemeindungszeitpunkt nur etwa 40 Einwohner hatte.
Am 1. Mai 1956 wurde Petershain eingemeindet, Liebenau folgte am 1. Januar 1968 und schließlich Schwosdorf am 1. Januar 1972.
Im Zuge der sächsischen Gemeindegebietsreform schlossen sich am 1. März 1994 die Gemeinden Biehla, Brauna, Cunnersdorf, Hausdorf und Schönbach zur neuen Gemeinde Schönteichen zusammen. Die Gemeinde Schönteichen wurde am 1. Januar 2019 aufgelöst und Brauna ein Teil von Kamenz.

## Sehenswürdigkeiten und Infrastruktur
Das Schloss Brauna wurde von 1685 bis 1706 errichtet. Es hat einen Park und einen alten gräflichen Friedhof mit Gräbern der ehemaligen Bediensteten des Schlosses.
In Brauna befindet sich die Grundschule Schönteichen.
Ein Ultraleichtfluggelände liegt etwa 1,5 Kilometer östlich des Dorfes in Richtung Kamenz.

## Persönlichkeiten
- Alfred zu Stolberg-Stolberg (1835–1880), Reichstags- und Landtagsabgeordneter (Zentrum)
- Hermann Weise (* 1873), Westlausitzer Volksdichter
- Else Peerenboom-Missong (1893–1958), Volkswirtin und Politikerin